# Luzy
Luzy település Franciaországban, Nièvre megyében. Lakosainak száma 1983 fő (2022. január 1.). Luzy Charbonnat, Cuzy, Issy-l’Évêque, Marly-sous-Issy, Fléty, Millay, Saint-Didier-sur-Arroux, Tazilly és Thil-sur-Arroux községekkel határos.

## Népesség
A település népességének változása:
| Lakosok száma | 1986 | 1981 | 2022 | 1980 | 1982 | 1988 | 1994 | 1988 | 1983 |
|               | 2013 | 2015 | 2016 | 2017 | 2018 | 2019 | 2020 | 2021 | 2022 |